# Kofi Yakpo
Kofi Yakpo (* 1970 in Holzminden) ist ein ghanaisch-deutscher Wissenschaftler auf dem Gebiet der Linguistik und unter dem Namen Linguist ehemaliger Rapper und Gründungsmitglied der deutschen Hip-Hop-Gruppe Advanced Chemistry.

## Leben
Yakpo wurde 1970 in Holzminden geboren. Seine Kindheit verbrachte er in Ghana, wo er die Achimota School besuchte. Ab 1980 wuchs Yakpo weiter in Heidelberg auf. Hier bekam er Kontakt zur Hip-Hop-Szene und gründete 1987 zusammen mit Frederik Hahn, Toni Landomini, Michael Jean Pierre Dippon und Gonzales Maldonado die Gruppe Advanced Chemistry. Yakpo bildete dabei als Linguist zusammen mit Frederik Hahn als Torch und Landomini als Toni L. das 
MC-Trio der Gruppe. In dieser Zeit war er auch in der Initiative Schwarze Deutsche aktiv.
Parallel zu seiner Musikerkarriere studierte Yakpo in Köln und Port Vila (Vanuatu) Linguistik, Ethnologie und Politikwissenschaft. Anschließend studierte er Jura und Management in London und Genf und schloss 1998 das Studium an der Universität Genf mit einem Master of Business Administration ab. Er begann zunächst für die Menschenrechtsorganisation FIAN zu arbeiten und anschließend als wissenschaftlicher Mitarbeiter für den Bündnis 90/Die Grünen-Abgeordneten Thilo Hoppe im Deutschen Bundestag. Zeitgleich promovierte er an der Radboud-Universität Nijmegen, wo er 2009 mit der ersten vollständigen wissenschaftlichen Grammatik der in Äquatorialguinea gesprochenen Kreolsprache Pichi promovierte. Seit 2013 forscht und lehrt Yakpo als Associate Professor an der Universität Hongkong. Von 2020 bis 2021 war er als Gastprofessor am Institut für Asien- und Afrikawissenschaften der Humboldt-Universität zu Berlin tätig.
Yakpos Hauptforschungsgebiet sind die Kreolsprachen des westafrikanischen, karibischen und indopazifischen Raums.

## Auszeichnungen
- 2020 Forschungsstipendium der Alexander von Humboldt-Stiftung

## Publikationen

### Als Herausgeber
- Kofi Yakpo, Gerald Stell „Code-switching Between Structural and Sociolinguistic Perspectives“, Walter de Gruyter 2015
- Kofi Yakpo, Pieter Muysken „Boundaries and Bridges: Language Contact in Multilingual Ecologies“, Walter de Gruyter 2017

### Als Autor
- Yakpo, Kofi. (2019). A grammar of Pichi. Language Science Press. https://doi.org/10.5281/zenodo.2546450

### Wissenschaftliche Beiträge (Auszug)
- Yakpo, Kofi. (2021). Creole prosodic systems are areal, not simple. Frontiers in Psychology, 12, 690593. https://doi.org/10.3389/fpsyg.2021.690593
- Yakpo, Kofi. (2021). Social entrenchment influences the amount of areal borrowing in contact languages. International Journal of Bilingualism, 26(2), 140–162. https://doi.org/10.1177/13670069211019126
- Yakpo, Kofi. (2021). Two types of language contact involving English Creoles: Why Krio (Sierra Leone) has evolved more towards English than its relative Pichi (Equatorial Guinea) towards Spanish. English Today, Online First, 1–12. https://doi.org/10.1017/S0266078421000146
- Yakpo, Kofi, & Smith, Norval. (2020). The Atlantic. In Umberto Ansaldo & Miriam Meyerhoff (eds.), The Routledge Handbook of Pidgin and Creole Languages (pp. 179–198). Routledge. https://doi.org/10.4324/9781003107224-11
- Yakpo, Kofi. (2020). Sociolinguistic characteristics of the English-lexifier contact languages of West Africa. In Norval Smith, Tonjes Veenstra & Enoch Oladé Aboh (eds.), Advances in contact linguistics: In honour of Pieter Muysken (pp. 61–84). John Benjamin. https://doi.org/10.1075/coll.57.02yak
- Bisilki, Abraham Kwesi, & Yakpo, Kofi. (2020). Adjectives in Likpakpaln (Konkomba): Structural and areal-typological aspects. Language Matters: Studies in the Languages of Africa, 51(2), 3–24. https://doi.org/10.1080/10228195.2020.1746386
- Yakpo, Kofi. (2020). Social factors in language contact. In Evangelia Adamou and Yaron Matras (eds.), The Routledge handbook of language contact (pp. 129–146). Routledge. https://doi.org/10.5281/zenodo.3957426
- Bordal Steien, Guri, & Yakpo, Kofi. (2020, March 16). Romancing with tone: On the outcomes of prosodic contact (sound files and pitch contours). In Language (Vol. 96, Number 1, pp. 1–41). Zenodo. https://doi.org/10.5281/zenodo.3742846
- Kwok, Veronica P. Y., Matthews, Stephen, Yakpo, Kofi, & Tan, Li Hai. (2019). Neural correlates and functional connectivity of lexical tone processing in reading. Brain and Language, 196, 104662. https://doi.org/10.1016/j.bandl.2019.104662
- Yakpo, Kofi. (2019). Inheritance, contact, convergence: Pronominal allomorphy in the African English-lexifier Creoles. English World-wide, 40(2), 201–225. https://doi.org/10.1075/eww.00028.yak
- Yakpo, Kofi. (2019). Cameroon Pidgin English: A comprehensive grammar, by Miriam Ayafor and Melanie J. Green. Language, 95(3), 562–565. https://doi.org/10.1353/lan.2019.0056
- Yakpo, Kofi. (2019). On Pichi (Equatorial Guinea): Sociolinguistic, typological and contact-related aspects. In International Naija Symposium: A reader (pp. 54–64). IFRA Nigeria. https://doi.org/10.5281/zenodo.3732276
- Yakpo, Kofi. (2018). Negation in Pichi (Equatorial Guinea): The case for areal convergence. In Viviane Déprez and Fabiola Henri (eds.), Negation and negative concord: The view from Creoles (pp. 105–125). John Benjamins. https://doi.org/10.1075/coll.55.05yak
- Yakpo, Kofi. (2018). ¿El nacimiento de una lengua afrohispana?: La influencia del español en el idioma criollo inglés de Guinea Ecuatorial. In Dorothy Odartey-Wellington (ed.), África y el Afro-hispanismo: Confluencias trans- e intra-continentales en las expresiones culturales hispánicas y africanas (pp. 243–259). Brill Rodopi. https://doi.org/10.1163/9789004364080_015
- Kwok, Veronica P. Y., Dan, Guo, Yakpo, Kofi, Matthews, Stephen, Fox, Peter T., & Tan, Li-Hai. (2017). A meta-analytic study of the neural systems for auditory processing of lexical tones. Frontiers in Human Neuroscience, 11:375. https://doi.org/10.3389/fnhum.2017.00375
- Yakpo, Kofi. (2017). Towards a model of language contact and change in the English-lexifier creoles of Africa and the Caribbean. English World-wide, 38(1), 50–76. https://doi.org/10.1075/eww.38.1.04yak

## Diskografie
- 1992: Fremd im eigenen Land
- 1993: Welcher Pfad führt zur Geschichte
- 1994: Operation § 3
- 1994: Dir fehlt der Funk!
- 1995: Advanced Chemistry